# المؤتمر الدولي لتقنية البترول 2022
المؤتمر الدولي لتقنية البترول هو مؤتمر ومعرض دولي سنوي للبترول والغاز، انطلق في عام 2005، يناقش التقنيات والقضايا الرئيسة التي تواجه المتخصصين في قطاع الطاقة في جميع أنحاء العالم.
في فبراير عام 2022، استضافت «أرامكو السعودية» المؤتمر الدولي لتقنية البترول 2022 في مركز الرياض الدولي للمؤتمرات والمعارض في الرياض عاصمة المملكة العربية السعودية برعاية ولي العهد السعودي الأمير محمد بن سلمان بن عبد العزيز وبمشاركة وزراء وخبراء ومهتمون من 70 دولة، وأكثر من 300 شركة عالمية، وشمل المؤتمر 107 جلسات تقنية، تقدم فيها أكثر من 800 ورقة علمية.

## أعمال المؤتمر
- في 20 فبراير 2022، افتتح الأمير عبد العزيز بن سلمان وزير الطاقة السعودي، المؤتمر الذي أُقيم في مركز الرياض الدولي للمؤتمرات والمعارض، وعقدت جلسة وزارية، حول الموضوع الرئيس للمؤتمر وهو "تعزيز التعافي العالمي من خلال الطاقة المستدامة"، بمشاركة وزير الطاقة السعودي الأمير عبد العزيز بن سلمان، ووزير الطاقة والبنية التحتية في الإمارات العربية المتحدة، سهيل محمد المزروعي، ووزير النفط الكويتي الدكتور محمد عبد اللطيف الفارس، ووزير النفط البحريني الشيخ محمد بن خليفة آل خليفة، ووزير النفط العراقي إحسان إسماعيل، ووزير البترول والثروة المعدنية المصري طارق الملا.
- في 21 فبراير 2022، افتتح وزير الطاقة السعودي، المعرض المصاحب للمؤتمر، ونوقش في جلسات المؤتمر الدور الذي تنهض به الشركات البترولية الكبرى، وصناعة البترول بشكلٍ عام، في قيادة التعافي العالمي من أجل مستقبل مستدام.
- في 22 فبراير 2022، أقيمت ندوة عن الاقتصاد الدائري للكربون والسياسات والتشريعات المتعلقة به، بهدف إحراز مكاسب لجميع الأطراف المعنية، تلاها ندوة حوارية عن تقنيات الثورة الصناعية الرابعة.
- في 23 فبراير 2022، عقدت ندوة حوارية حول أهمية بناء المرونة والقدرة على الاستجابة والتعافي في خضم التغييرات التي تشهدها صناعة البترول وأسواقه عالمياً.